# إيان فلاينن
إيان فلاينن (بالإنجليزية: Ian Flynn) (ولد في مايو 31, 1982) رمز الإنترنت الخاص به «إيان بوتتو» كاتب أمريكي، اشتهر في كتابته للقصة المصورة «القنفذ سونيك» منذ الإصدار الستون.

## أعماله
ارتشي سونيك ذا هيدجهوج منذ الإصدار 160
سونيك يونيفيرس
سونيك إكس

## مشروع جديد
أعلن إيان فلاينن على صفحته في الديفيانت أرت عن مشروع جديد يعمل به اسمه «سيلفاننا», حيث يعمل بهذا المشروع مع الرسامة داون بيست.{{{2}}}